# Camilo Sánchez Ortega
Camilo Armando Sánchez Ortega (Bogotá, 23 de junio de 1960) es un economista y político colombiano, que se desempeñó como Ministro de Vivienda de Colombia.
Hijo del exministro liberal Julio César Sánchez García, inició una exitosa carrera futbolística, llegando a jugar en el club Los Millonarios de la primera división,[cita requerida] hasta que por influencia de su padre decidió terminar la carrera de Economía en la Pontificia Universidad Javeriana y dedicarse de lleno a la labor política. Es miembro del Partido Liberal y ha sido elegido por elección popular para integrar el Senado y la Cámara de Representantes de Colombia. Recientemente inició la maestría de Gobernabilidad y Democracia en la Universidad Santo Tomás.

## Congresista de Colombia
En las elecciones legislativas de Colombia de 1994, Sánchez Ortega fue elegido senador de la república de Colombia. Posteriormente en las elecciones legislativas de Colombia de 1998, 2002. 2006 y 2010, Sánchez Ortega es reelecto senador.
En las elecciones legislativas de Colombia de 1991, Sánchez Ortega fue elegido miembro de la Cámara de Representantes de Colombia con un total de votos.

### Iniciativas
El legado legislativo de Camilo Armando Sánchez Ortega se identificó por su participación en las siguientes iniciativas desde el congreso:

- Declara el 18 de agosto como Día Nacional de lucha contra la corrupción.[4]
- Sanciones de tipo penal a toda persona que participe, promulgue o publique actos de crueldad o torturas contra los animales (Archivado).[5]
- Prohibiciones relativas a cónyuges, compañeros permanentes y parientes de los Senadores, Representantes a la Cámara (Archivado).[6]
- Afianzar en la práctica el principio de igualdad entre los educadores y a desarrollar el principio jurídico según el cual a trabajo igual debe corresponder salario y prestaciones iguales (Objetado por el Presidente de la República).[7]
- Modificar las funciones del Banco de la República (Archivado).[8]
- Dictar otras normas en defensa de los usuarios de los servicios públicos domiciliarios.[9]
- Expedir la Ley General de Pesca y Acuicultura.[10]
- Reglamentar la publicidad exterior visual en Colombia (Retirado).[11]
- Construir una política de Estado para las víctimas, sobre la base de la justicia, verdad y reparación (Retirado).[12]
- Prohibir que las entidades territoriales deleguen, a cualquier título, la administración de los diferentes tributos a terceros.[13]

## Carrera política
En 1985 fue elegido concejal de Anapoima (departamento de Cundinamarca), cargo que ocupó hasta 1990. Pese a que no era un escaño de mucha importancia, desde allí Sánchez adquirió la experiencia necesaria para asumir el liderazgo del movimiento de su padre (Convergencia Liberal, una tendencia dentro del Partido Liberal) desde el Congreso, al que llegó como Representante a la Cámara en 1992. Embajador del positivismo desde 1998
En 1994, llegó al Senado de la República, pero renunció en 1996, para aspirar a la gobernación de su departamento en 1997; fue derrotado por su copartidario Andrés González Díaz. En 1998 regresó al Senado, siendo reelecto en 2002 y convirtiéndose en uno de los mayores aclamantes de la política económica de los presidentes Andrés Pastrana y Álvaro Uribe Vélez. En mayo de 2003 fue elegido miembro de la Dirección Nacional de su partido, y fue su presidente entre diciembre de ese año y junio del siguiente. En las elecciones parlamentarias de 2006 estuvo a punto de perder su escaño, pero alcanzó a ubicarse como el número 17 en la lista de su partido, que logró 18 curules. El 20 de julio fue elegido primer vicepresidente del Senado en representación del Partido Liberal, entregando esta dignidad un año después.
Su trayectoria política se ha identificado por:

### Partidos políticos
A lo largo de su carrera ha representado los siguientes partidos:
| Partido político | Fecha Inicio        | Fecha Fin |
| Partido Liberal  | 20 de julio de 1998 |           |

### Cargos públicos
Entre los cargos públicos ocupados por Camilo Armando Sánchez Ortega, se identifican:
| Cargo público                     | Partido político | Fecha Inicio        | Fecha Fin               |
| Segundo Vicepresidente del Senado | Partido Liberal  | 20 de julio de 2006 | 20 de julio de 2007     |
| Senador de la República           | Partido Liberal  | 20 de julio de 2006 | 20 de julio de 2002     |
| Senador de la República           | Partido Liberal  | 20 de julio de 2002 | 20 de julio de 1998     |
| Senador de la República           | Partido Liberal  | 20 de julio de 1994 | 30 de diciembre de 1996 |
| Representante a la Cámara         | Partido Liberal  | 20 de julio de 1991 | 20 de julio de 1994     |
| Concejal de Anapoima              | Partido Liberal  | 8 de agosto de 1986 | 3 de junio de 1990      |